# Henri Quersin
Henri Quersin (n. 1863, Esnes, Nord-Pas-de-Calais, Franța – d. 1944) a fost un trăgător de tir ce a reprezentat Belgia, medaliat olimpic. A participat la 2 ediții ale Jocurilor Olimpice (1920, 1924) în care a câștigat o medalie de argint.